# Differdange vasútállomás
Differdange vasútállomás Luxemburgban, Differdange településen található.

## Vasútvonalak
Az állomást az alábbi vasútvonalak érintik:
- Esch–Athus-vasútvonal

## Kapcsolódó állomások
A vasútállomáshoz az alábbi állomások vannak a legközelebb:
- Niederkorn vasútállomás
- Oberkorn vasútállomás